# Турксиб (Жамбылская область)
Туркси́б (каз. Түрксіб) — село в Жамбылском районе Жамбылской области Казахстана, входит в состав Бесагашского сельского округа. Код КАТО — 314037200.

## География
Село расположено в южной части Жамбылского района, в непосредственной близости к областному центру городу Тараз, в 32 километрах к юго-востоку от районного центра села Аса и в 2 километрах к юго-западу от административного центра сельского округа села Сулутор. Ближайшая железнодорожная станция Тараз — расположена в 4 километрах к северу от села (по дороге — 10,4 км). Соседние населённые пункты: Кемел к западу, Сулутор к северо-востоку, Бесагаш в 3 километрах к юго-востоку. Транспортное сообщение осуществляется посёлочными дорогами с выходом на автодорогу А-14 к востоку. Высота центра населённого пункта — 666 метров над уровнем моря.

## Население
| Численность населения | Численность населения | Численность населения |
| 1989                  | 1999                  | 2009                  |
| --------------------- | --------------------- | --------------------- |
| 2701                  | ↗2934                 | ↗3516                 |

Процентное соотношение численно-преобладающих национальностей согласно переписи 1989 года:
| Национальность | Процентное соотношение |
| -------------- | ---------------------- |
| Казахи         | 45 %                   |
| Русские        | 28 %                   |
| Другие         | 27 %                   |